# Wang Jun
Wang Jun, Chinees: 王俊, (1953, China) is een voormalig Chinees professioneel tafeltennisser. Wang is zijn achternaam. Zijn naam wordt ook wel geschreven als Wang Chun.
Hij won een gouden medaille op de wereldkampioenschappen tafeltennis 1977 met het mannenteam.